# 胡湧
胡湧（1516年—？），字汝原，號龍川，江西南康府星子縣人，民籍，明朝政治人物。

## 生平
嘉靖三十一年（1552年）壬子科江西鄉試第十一名舉人。嘉靖三十二年（1553年）聯捷癸丑科二甲第一百零四名進士。兵部观政，授刑部主事，历任刑部员外郎、河南佥事、山东按察司副使。
隆慶元年（1567年）四月升山东布政司左参政，丁忧归。服阕，补广西左参政，五年五月升雲南按察使。

## 家族
曾祖胡韞玉；祖父胡鍰，衛經歷；父胡和，母周氏。兄胡泌（生员）、弟胡沂、胡濂、胡潜。